# Стовп'язька сільська рада
| Стовп'язька сільська рада — колишній орган місцевого самоврядування у Переяслав-Хмельницькому районі Київської області з адміністративним центром у с. Стовп'яги. Сільській раді підпорядковані населені пункти: - с. Стовп'яги - с. Веселе - с. Гречаники - с. Кавказ |

## Склад ради
Рада складається з 18 депутатів та голови.

### Керівний склад ради
| ПІБ                    | Основні відомості                                            | Дата обрання | Дата звільнення |
| ---------------------- | ------------------------------------------------------------ | ------------ | --------------- |
| Девко Тимофій Петрович | Сільський голова, 1962 року народження, освіта, безпартійний | 26.03.2006   | 31.10.2010      |
| Девко Тимофій Петрович | Сільський голова, 1962 року народження, освіта вища          | 31.10.2010   |                 |

Примітка: таблиця складена за даними джерела

## Пам'ятки
В адміністративних межах Стовп'язької сільської ради розташований ландшафтний заказник місцевого значення «Стовп'язькі краєвиди».